# Супій (притока Ірванця)
Супій — річка у Новгород-Сіверському районі Чернігівської області, ліва притока річки Ірванець (басейн Дніпра).
Довжина 8 км, площа басейну — немає даних. Бере початок злиттям двох струмків на південний захід від села с. Попівка. Впадає у річку Ірванець західніше села Лизунівка.
Заплава заболочена. Русло — каналізоване. Поблизу витоків сполучена каналом із річкою Убідь.

## Притоки
Безіменні струмки